# Giovanni Vici da Stroncone
Beato Giovanni Vici (Stroncone, 1350 circa – Lucera, 8 maggio 1418) è stato un religioso italiano, appartenente all'Ordine dei Frati minori osservanti.
Venerato dalla Chiesa cattolica, la sua memoria liturgica viene celebrata l'8 maggio, anniversario della morte.
I suoi resti sono venerati nella chiesa del Santissimo Salvatore di Lucera.

## Biografia
Nato a Stroncone, in Umbria, Giovanni entrò nel 1373 nell'Ordine Francescano dei Frati minori, e venne accolto nell’Eremo di Stroncone dal Beato Paoluccio Trinci da Foligno, padre del movimento dell’Osservanza.
Con l'aggiunta di altri conventi al movimenti degli osservanti, il Trinci nominò come suoi commissari Francesco da Fabriano (per la provincia picena) e Giovanni da Stroncone (per la Tuscia). L'insediamento del Vici come commissario coincise con un periodo di espansione della riforma dell'Osservanza, che vide raddoppiare i conventi (passati da undici a ventidue). Tale successo è dovuto sicuramente al tipo di vita dei frati laici zoccolanti: povertà evangelica e vita eremitica alla ricerca di un ritorno alla semplicità della regola francescana primitiva. Frate laico, non ci sono pervenuti scritti di Giovanni, a cui comunque viene dato l'appellativo di predicatore.
Nel 1399 Giovanni fondò a Fiesole il Convento di San Francesco, noviziato che maggiormente illustra i primordi dell'Osservanza; qui Bernardino da Siena ricoprirà l'incarico di guardiano. A Fiesole, fra i novizi, ebbe il nipote Antonio da Stroncone e Tommaso Bellacci (che gli succederà nella carica di commissario).
Alla morte di Paoluccio Trinci (1391), Giovanni prese la direzione della piccola famiglia degli osservanti, in qualità di commissario in tre province (umbra, toscana e romana) mentre in quella picena continuò ad esserlo Francesco da Fabriano fino alla morte nel 1415, quando divenne commissario lo stesso Giovanni.
Il 23 marzo 1403 Giovanni ottiene da Bonifacio IX la facoltà di fondare due nuovi conventi (San Bartolomeo di Marano a Foligno e quello di Capriola in Toscana). Nel 1407 fu nominato da Gregorio XII vicario generale per le province di Toscana, Bologna e Sant'Antonio, con la facoltà di fondare cinque conventi (San Giuliano dell'Aquila, Sant'Andrea di Chieti, San Cristoforo di Penne e San Giovanni Battista di Roccamontepiano). Eresse inoltre altri tre conventi nel 1416: uno ad Ascoli Piceno, uno a Nocera Inferiore e il terzo a Firenze.
Sotto la sua guida, nel 1415, passò agli osservanti Alberto da Sarteano, dopo un decennio di vita religiosa, e l'anno successivo professarono Giovanni da Capestrano e Giacomo della Marca: sotto l'influsso di questi personaggi gli osservanti, pur mantenendo uno stile di vita eremitico, si aprirono agli studi e all'apostolato della predicazione.
Per far conoscere l'Osservanza, Giovanni si recò nella provincia di Sant'Angelo, in Puglia, insieme con Tommaso Bellacci. Qui fondò tra il 1407 e il 1418 il convento di Lucera dedicato al SS. Salvatore, con annessa chiesa, probabilmente sulle fondamenta di una chiesa così denominata sin dall'Alto Medioevo.
Presso le rovine di Castel Fiorentino (borgo non lontano da Lucera, dove morì nel 1250 Federico II), rinvenne due lastre di pietra che fece reimpiegare nella Basilica Cattedrale e nella chiesa del Santissimo Salvatore di Lucera come lastre per l'altare.
Chiaro per virtù, miracoli e spirito di profezia, morì a Lucera nel convento del Santissimo Salvatore l’8 maggio 1418 e venne sepolto prima nel coro e poi sotto l'altare maggiore.
Una sua immagine, con il classico attributo del crocifisso in mano, è stata dipinta da Bartolomeo Barbiani (1580-1645) nella chiesa della Santissima Trinità di Avigliano Umbro. 
Nell'ispezione del sepolcro del 1710, furono trovati integri il cuore e le ossa.
Il 1º luglio 1970 i resti del beato vennero murati in un pilastro a destra della stessa navata, dove ancora oggi riposano e vengono venerati dai fedeli.
Nel 2017, al beato Giovanni da Stroncone è stata intitolata la piazza antistante il convento e la chiesa del Santissimo Salvatore a Lucera.